# Архангельский, Сергей Николаевич
Серге́й Никола́евич Арха́нгельский (4 октября 1918, Казань — 20 августа 1993, Глазов) — советский хозяйственный, государственный и политический деятель, директор Чепецкого механического завода в 1960—1975 годах.

## Биография
Родился в 1918 году в Казани. Член КПСС.
Выпускник Казанского химико-технологического института (1941). Участник Великой Отечественной войны. Призван 12 августа 1942 года Казанским ГВК, воевал командиром батареи 228-го гвардейского гаубичного артиллерийского полка 10-й гвардейской гаубичной артиллерийской бригады РГК. С 21 марта 1947 года гвардии старший лейтенант Архангельский в запасе.
В 1949—1975 гг. — главный инженер, директор Чепецкого механического завода  (ЧМЗ) в городе Глазов Удмуртской АССР. Почетный гражданин города Глазова, заслуженный работник ЧМЗ.
Избирался депутатом Верховного Совета УАССР 6-го созыва, Верховного Совета СССР 7-го созыва.
Награждён Орденом Красной Звезды (17.10.1944), двумя орденами Ленина (1962, 1971), двумя орденами Трудового Красного Знамени, «Знак Почёта», медалями, а также Золотой медалью ВДНХ СССР (31.10.1973).